# Ingar Kiplesund
Ingar Kiplesund (15 de noviembre de 1996) es un deportista de Noruega que compite en atletismo. Ganó una medalla de bronc en el Campeonato Europeo de Atletismo por Equipos de 2019, en la prueba de salto de longitud.